# 大日本異端芸者的脳味噌逆回転絶叫音源集
『大日本異端芸者的脳味噌逆回転絶叫音源集』（だいにっぽんいたんげいしゃてき のうみそぎゃくかいてん ぜっきょうおんげんしゅう）は、日本のバンド、the GazettEの通算9作目のアルバム、1枚目のベスト・アルバム。

## 概要
- ミニアルバム『COCKAYNE SOUP』、『悪友會〜あくゆうかい〜』、『スペルマルガリィタ』の計3枚から収録曲をそのままの曲順で全曲収録したCD。なお『COCKAYNE SOUP』は現在廃盤。

## 収録曲
1. Beautiful 5 [shit]ers
作詞：流鬼.  作曲：大日本異端芸者の皆様
般若心経が歌詞カードに書かれているがその通りには歌っていない。
2. 32口径の拳銃 - （さんじゅうにこうけいのピストル）
作詞：流鬼.  作曲：大日本異端芸者の皆様
3. 幸せな日々
作詞：流鬼.  作曲：大日本異端芸者の皆様
4. 春ニ散リケリ、身ハ枯レルデゴザイマス。
作詞：流鬼.  作曲：大日本異端芸者の皆様
5. 鬼の面
作詞：流鬼.  作曲：大日本異端芸者の皆様
6. Ray
作詞：流鬼.  作曲：大日本異端芸者の皆様
7. ワイフ
作詞：流鬼.  作曲：大日本異端芸者の皆様
8. 絲
作詞：流鬼.・冷鬼  作曲：大日本異端芸者の皆様　
冷鬼とはREITAのことである。
9. LINDA〜candydive pinky heaven〜
作詞：流鬼.  作曲：大日本異端芸者の皆様　
初期から最近までのライブの定番曲である。
10. ブラックスパンコール ギャング
作詞：流鬼.  作曲：大日本異端芸者の皆様
11. 別れ道
作詞：流鬼.  作曲：大日本異端芸者の皆様
12. ☆BEST FRIENDS☆
作詞：大日本異端芸者の皆様  作曲：大日本異端芸者の皆様
作詞は、全員で行っている。